# Burmannia championii
Burmannia championii är en enhjärtbladig växtart som beskrevs av George Henry Kendrick Thwaites. Burmannia championii ingår i släktet Burmannia och familjen Burmanniaceae. Inga underarter finns listade i Catalogue of Life.

## Bildgalleri

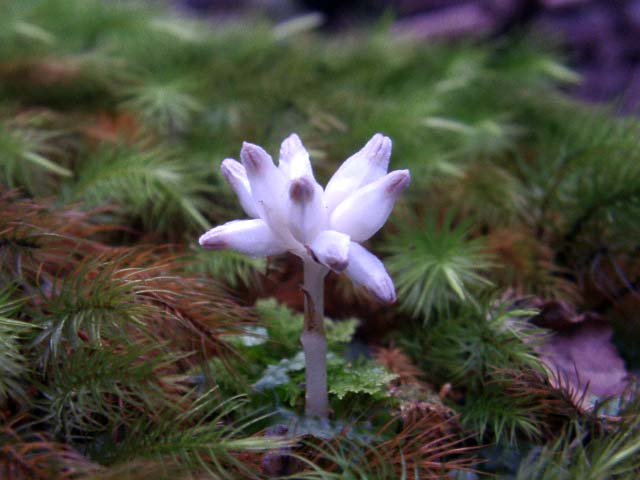
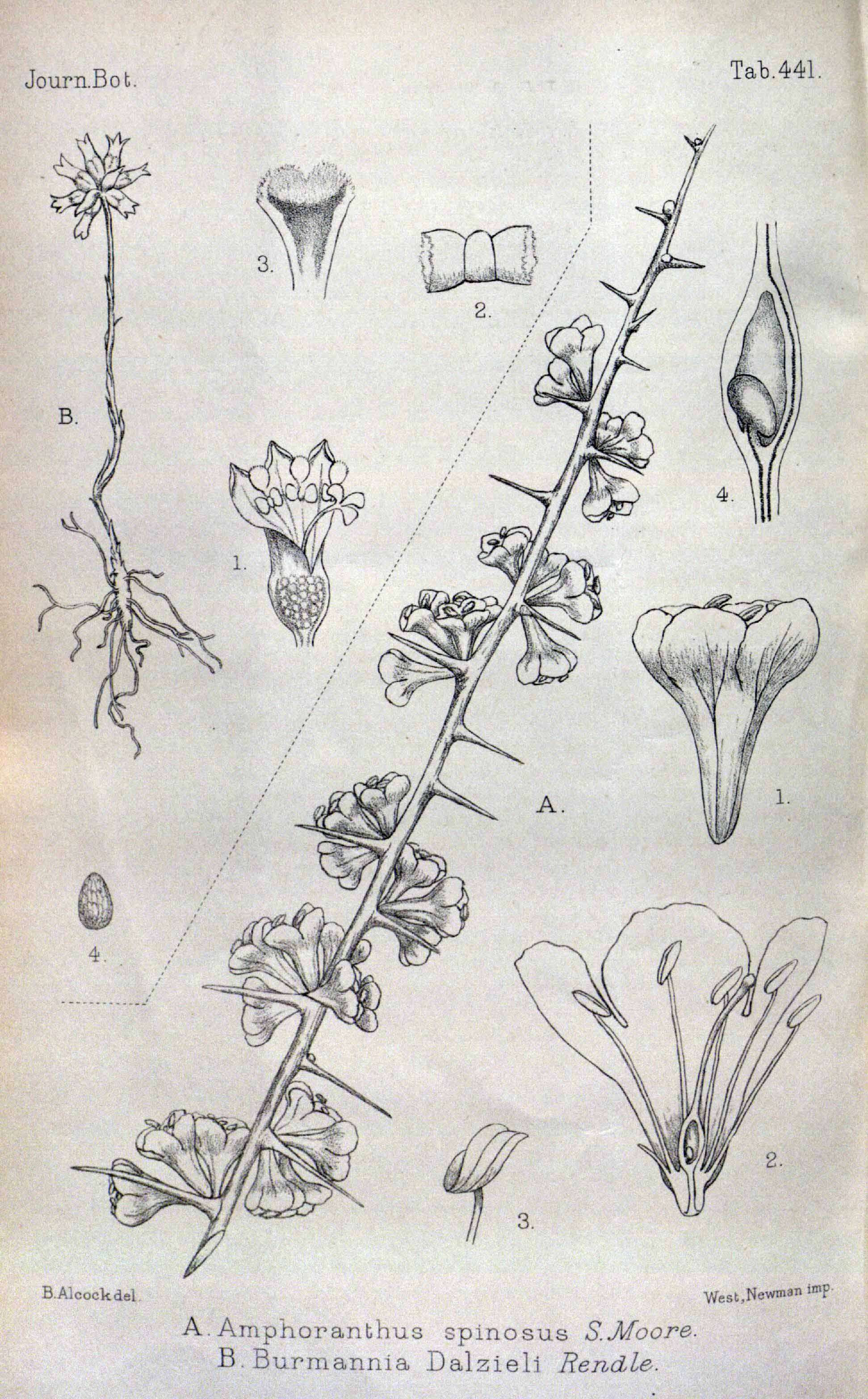